# كايل ياماشيتا
كايل ياماشيتا (بالإنجليزية: Kyle Yamashita)‏ هو سياسي أمريكي، ولد في 2 سبتمبر 1959. حزبياً، نشط في الحزب الديمقراطي. وقد انتخب عضو مجلس النواب في هاواي.